# Portable Media Player

DNT Steel80 Multimediaplayer

Ein Portable (Multi)Media Player (engl. für Tragbares Medienabspielgerät, kurz: PMP) ist ein mit einer Festplatte oder einem Flash-Speicher ausgerüstetes elektronisches Gerät, ähnlich einem tragbaren MP3-Player. Ein Portable Media Player kann neben Audiodateien andere Medieninhalte wie Videos, Bilder und Text speichern und wiedergeben. Portable Media Player wurden im Gebrauch mittlerweile großteils von Smartphones abgelöst, die neben dieser Ausstattung weitere Funktionen bieten.

## Funktionen
Als wichtigste Eigenschaft von Portable Media Playern gilt deren Vielseitigkeit: Sie können Videos (wie etwa im MPEG-, DivX- oder Xvid-Format), Audiodateien (wie MP3, WAV, Ogg Vorbis) oder Bilder (wie BMP, JPEG, GIF) sowie Text aufnehmen bzw. laden, speichern und wiedergeben. Die Geräte verfügen in der Regel über ein LCD- oder OLED-Farbdisplay. Einige Portable Media Player können austauschbare SD-, MMC- oder andere Speicherkarten lesen, Daten per USB austauschen oder verfügen über eine weitreichende Verwaltungsfunktion; oft sogar Internetanbindung, um Titel aus Online-Musikshops zu laden. Gängig ist zudem der Empfang von Radioprogrammen.
Da mittlerweile auch die meisten modernen MP3-Player im Handyformat Videos abspielen und die meisten Handys einen MP3- oder Media-Player implementiert haben, verschwimmt die Unterscheidung zwischen Handy, MP3- und Media-Player zunehmend.
Portable Media Player beziehen ihren Strom, wie auch die heutigen Mobiltelefone, meistens über einen eingebauten Lithium-Ionen-Akkumulator, der oft über die USB- oder Mini-USB-Schnittstelle geladen werden kann.

## Geräte
Die bekanntesten Hersteller von PMPs sind Archos, Apple (iPod), Cowon (iAudio), Samsung (Yepp bzw. kurz YP) und Sony (Walkman, PlayStation Portable). Ein Portable Media Player mit freier Software, der auch Spiele und eigene Anwendungen ausführen kann, ist der GP2X. Hergestellt werden zudem Geräte mit Android, dem offenen Betriebssystem der Firma Google.